# شهرستان مک‌لین (کنتاکی)
شهرستان مک‌لین، کنتاکی (به انگلیسی: McLean County, Kentucky) یک سکونتگاه مسکونی در ایالات متحده آمریکا است که در کنتاکی واقع شده‌است.